# Schleid
Schleid là một đô thị trong huyện Wartburg ở bang Thüringen, Đức. Đô thị này có diện tích 30,39 km².